# Dietmar Wellisch
Dietmar Wellisch (* 26. Dezember 1960 in Sigmaringen) ist ein deutscher Ökonom, Steuerberater (StB) und Professor der Wirtschaftswissenschaften, insbesondere Internationale Betriebswirtschaftliche Steuerlehre am International Tax Institute (IIFS) der Universität Hamburg.

## Leben
Dietmar Wellisch besuchte von 1967 bis 1971 die Grundschule in Sigmaringen bis zur 4. Schulklasse. Von 1971 bis 1980 war er Schüler des Hohenzollerngymnasiums in Sigmaringen, wo er im Juni 1980 sein Abitur ablegte. Von 1980 bis 1982 leistete er seinen verlängerten Grundwehrdienst ab.
Von 1982 bis 1985 begann Wellisch ein Studium der Rechtswissenschaft und Volkswirtschaftslehre (VWL) an der Universität Konstanz. 1984 erreichte er das Vordiplom in Volkswirtschaftslehre. Von 1985 bis 1988 studierte Dietmar Wellisch Volkswirtschaftslehre an der Eberhard Karls Universität Tübingen. Im Juli 1988 erhielt er sein Diplom in Volkswirtschaftslehre von der Fakultät Wirtschaftswissenschaft der Universität Tübingen. Der Titel seiner Diplomarbeit war Bestimmungsgründe des Wechselkurses in Stock- und Stock-Flow-Modellen unter besonderer Berücksichtigung von Wechselkurserwartungen. Wellisch erhielt hierfür den Preis der Industrie- und Handelskammer (IHK) Mittlerer Neckar / Stuttgart.
Von November 1988 bis Februar 1992 fand er eine Anstellung als Wissenschaftlicher Angestellter am Lehrstuhl Finanzwissenschaft der Fakultät Wirtschaftswissenschaft der Universität Tübingen bei Dieter Cansier. Im Mai 1991 promovierte Wellisch mit Summa cum laude an der Fakultät Wirtschaftswissenschaft der Universität Tübingen. Das Thema seiner Dissertation lautete Intertemporale und internationale Aspekte staatlicher Budgetdefizite. Hierfür bekam er den Preis der RWT – Reutlinger Wirtschaftstreuhand.
Von März 1992 bis September 1992 fungierte Dietmar Wellisch als Visiting Assistant Professor an der Indiana State University in Bloomington (Indiana) in den Vereinigten Staaten von Amerika (USA). Er hatte ein Stipendium der Deutschen Forschungsgemeinschaft (DFG). Von Oktober 1992 bis September 1994 war er Wissenschaftlicher Assistent (C1) am Lehrstuhl Volkswirtschaftslehre II (Finanzwissenschaft) der Wirtschafts- und Sozialwissenschaftlichen Fakultät der Technischen Universität Dortmund bei Wolfram F. Richter. Im Mai 1994 habilitierte Wellisch an der Wirtschafts- und Sozialwissenschaftlichen Fakultät der Universität Dortmund. Als Thema seiner Habilitationsschrift wählte Wellisch Dezentrale Finanzpolitik bei hoher Mobilität.
Im September 1994 erhielt er einen Ruf auf die C4-Professur für Finanzwissenschaft an der Fakultät Wirtschaftswissenschaft der Technischen Universität Dresden. Von Oktober 1994 bis März 1995 übernahm Wellisch die Vertretung des Lehrstuhls für Finanzwissenschaft. Von April 1995 bis März 2000 agierte er als Inhaber des Lehrstuhls für Finanzwissenschaft. Im Februar 1997 legte Wellisch erfolgreich das Steuerberaterexamen ab. Im Juni 1999 folgte ein Ruf auf die C4-Professur für betriebswirtschaftliche Steuerlehre an der Fakultät Wirtschaftswissenschaft der Otto-von-Guericke-Universität Magdeburg. Im März 2000 nahm er den Ruf unter gleichzeitigem Verzicht auf einen Ruf an die wirtschaftswissenschaftliche Fakultät der Julius-Maximilians-Universität Würzburg an. Von April 2000 bis Mai 2003 war Dietmar Wellisch Inhaber des Lehrstuhls für betriebswirtschaftliche Steuerlehre an der wirtschaftswissenschaftlichen Fakultät der Otto-von-Guericke-Universität Magdeburg.
Im April 2000 wurde er zum wissenschaftlichen Beirat am Zentrum für Europäische Wirtschaftsforschung (ZEW) mit dem Zuständigkeitsbereich Finanzwissenschaft und Unternehmensbesteuerung ernannt. Im Februar 2001 kam es zur Ernennung zum wissenschaftlichen Beirat der Bertelsmann-Stiftung für Fragen der steuerrechtlichen Behandlung der Altersvorsorge, insbesondere Betriebliche Altersversorgung. Im April 2002 hatte Wellisch eine Forschungsprofessur am Ifo Institut für Wirtschaftsforschung in München zur Beratung des Instituts mit dem Zuständigkeitsbereich Öffentliche Wirtschaft und Unternehmensbesteuerung inne. Im Mai 2002 verzichtete er auf einen Ruf an die Bergische Universität Wuppertal.
Im Oktober 2002 schloss sich der Ruf auf die C4-Professur für Business Taxation and Public Economics am International Tax Institute der Universität Hamburg an. Seit Juni 2003 fungiert Dietmar Wellisch als Leiter des Bereichs Betriebswirtschaftliche Steuerlehre am International Tax Institute der Universität Hamburg. Seit Juli 2008 ist er Geschäftsführender Direktor des International Tax Institutes der Universität Hamburg.
Dietmar Wellisch ist aktuell (Stand: März 2013) Mitglied des wissenschaftlichen Beirats beim Bundesministerium der Finanzen.

## Forschungsschwerpunkte
Seine Forschungsschwerpunkte sind Betriebliche Altersvorsorge, Besteuerung multinationaler Unternehmen, Besteuerung der Unternehmensnachfolge sowie Besteuerung von Telekommunikationsleistungen.

## Schriften (Auswahl)
- Dezentrale Finanzpolitik bei hoher Mobilität, Mohr Verlag, Tübingen 1995, ISBN 3-16-146414-1 (Zugleich: Universität Dortmund, Habilitationsschrift)
- Dietmar Wellisch / Maik Näth / Kerstin Thiele: Vergütung bei internationalen Mitarbeiterentsendungen. Steuerliche und sozialversicherungsrechtliche Aspekte und Gestaltungsansätze unter Berücksichtigung von komplexen Vergütungsstrukturen und Altersvorsorgeaufwendungen, Deutscher Universitäts-Verlag, 1. Auflage, Wiesbaden 2006, ISBN 978-3-8350-0482-5
- Besteuerung der Altersvorsorge. Ein internationaler Vergleich, Nomos Verlag, 1. Auflage, Baden-Baden 2008, ISBN 978-3-8329-3724-9
- Dietmar Wellisch / Jörg Kroschel: Besteuerung von Erträgen. Einkommensteuer, Körperschaftsteuer, Gewerbesteuer, Vahlen Verlag, 2. Auflage, München 2011, ISBN 978-3-8006-3890-1